# Sonate Undine
Sonate Undine is een sonate voor fluit en piano gecomponeerd door Carl Reinecke. Het werk draagt opusnummer 167, en werd gepubliceerd in 1882. Het is een van de weinige composities voor fluit uit de (laat-)romantische periode. In 1885 publiceerde de componist ook een versie voor klarinet en piano. Reineke schreef voor de fluit ook een fluitconcert en een Ballade voor fluit en orkest.

## Het verhaal
De sonate is gebaseerd op de roman Undine van Friedrich de la Motte Fouqué uit 1811. De roman vertelt het tragische verhaal van een Ondine, watergeest uit de Noordse mythologie. Ondine, dochter van de Zeekoning, verlaat haar omgeving om een menselijke liefde te vinden, in de hoop daarmee een onsterfelijke geest te krijgen. Ze vindt zich terug als kind op de aarde, opgevoed door een visser en zijn vrouw. Als ze volwassen is vindt ze de liefde bij de ridder Hulbrand, waarmee ze kort daarna trouwt. Hulbrand komt achter de ware afkomst van Ondine en zweert haar eeuwige trouw. De oom van Ondine, Kuhleborn, waarschuwt haar voor haar menselijke liefde: als Hulbrand haar ooit iets aan zal doen moet ze voorgoed terug naar de zee en zal hij moeten sterven. Hun gezamenlijk leven was gelukkig, maar de ex-vriendin van Hulbrand komt de idylle verpesten, waarna Hulbrand terugkeert naar zijn oude liefde en Ondine slecht behandelt. Dat bepaalt hun beider lot: de watergeesten eisen wraak en uitgerekend Ondine zal Hulbrand doden met een dodelijke kus.

## Delen
Het bestaat uit vier delen: 
1. Allegro
2. Intermezzo. Allegretto vivace
3. Andante tranquillo
4. Finale. Allegro molto agitato ed appassionato, quasi Presto.

In het eerste deel wordt de onderwaterwereld waarin Ondine leeft uitgebeeld. Het tweede deel staat voor de "jeugd" van Ondine op aarde. het derde deel is het liefdesthema met Hulbrand, met een geagiteerd middendeel dat de bedreiging van Kuhleborn weergeeft. De dramatische finale verbeeldt het verraad door Hulbrand, de woede en de wraak van de geesten, de pijn van Ondine.